# Huva

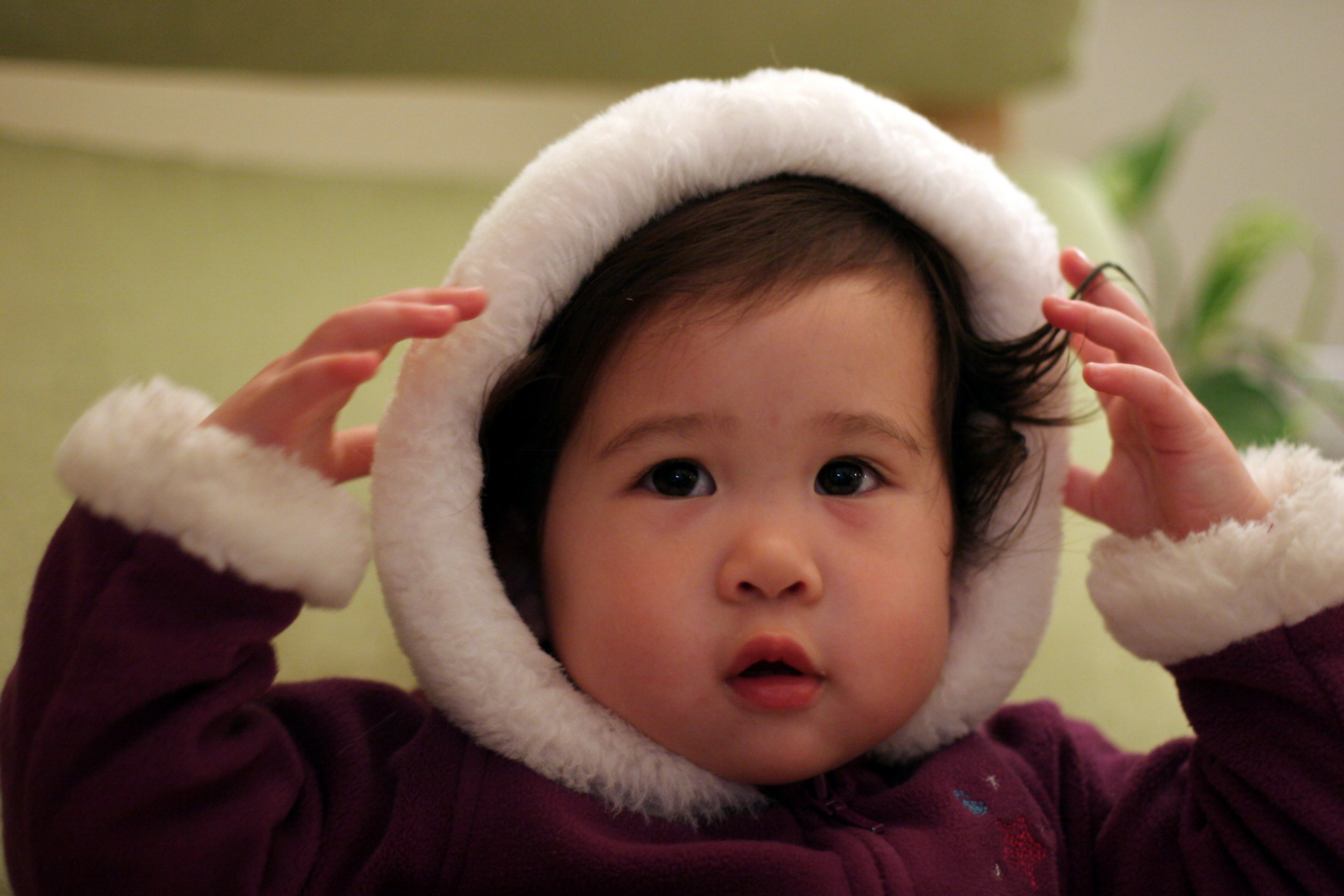
Ett barn i huva

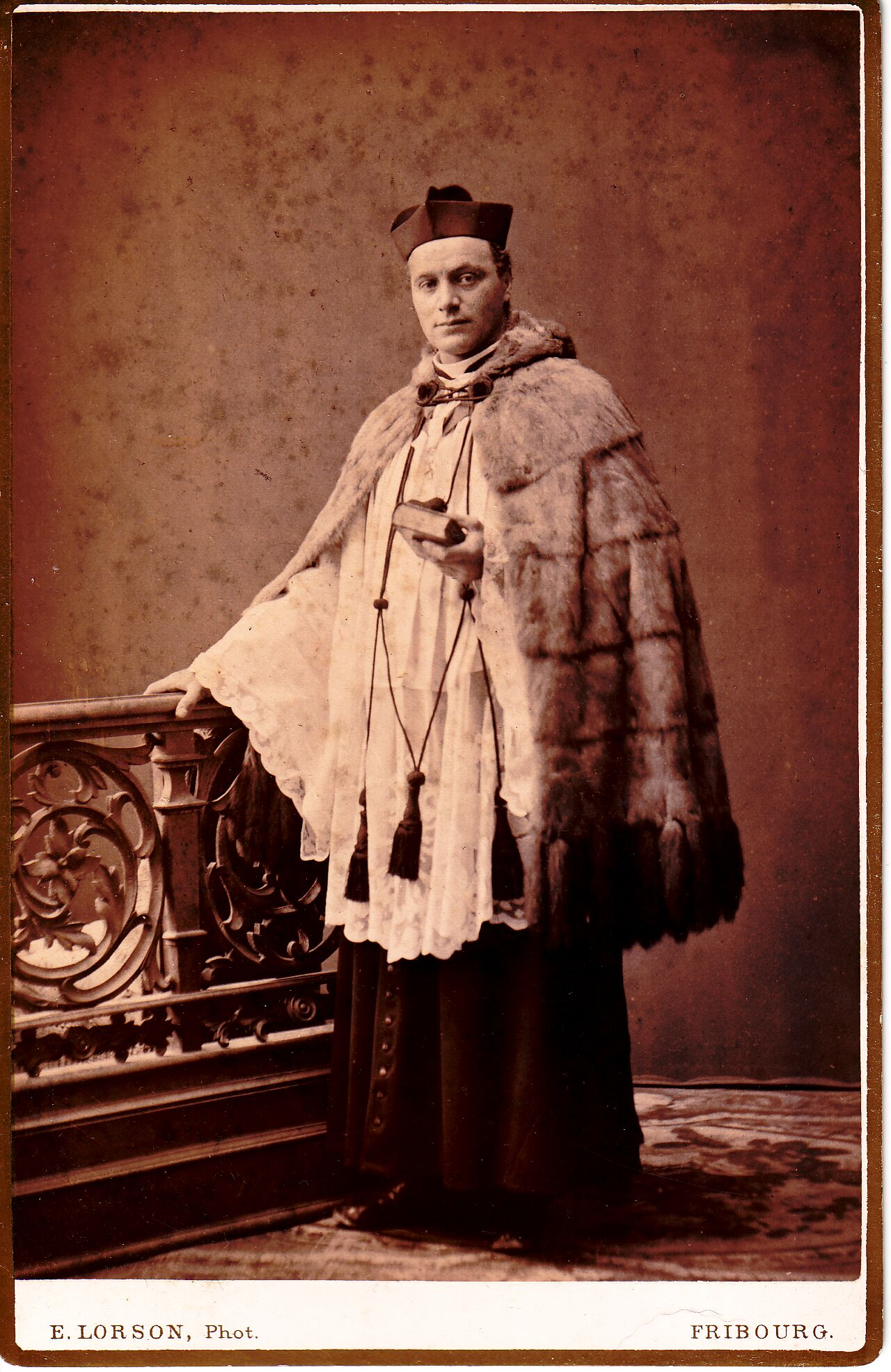
Akademisk huva som del av prästdräkten.

Huva, antingen en del av ett plagg eller en separat huvudbonad av kupig form som omsluter huvudet. Huvan saknar brätte och är vanligen av mjukt material. 
Under medeltiden avsågs med huva en mindre och tunnare, ofta mer tättslutande mössa än en hätta, men gränserna var delvis flytande. Under renässansen blev "fruhuva" benämningen på de underhattar som ersatte doket som undermössa och dolde kvinnans hår.